# Pierre Daru
Pierre Antoine Noël Bruno Daru (Montpellier, 12 gennaio 1767 – Meulan, 5 settembre 1829) è stato un politico, militare, scrittore, diplomatico, storico e nobile francese.
Intendente generale di Napoleone, fu segretario di stato dal 17 aprile 1811 al 20 novembre 1813 e ministro della guerra francese dal 20 novembre 1813 al 1º aprile 1814.

## Biografia

### I primi anni e l'inizio della carriera militare
Nato a Montpellier, fu educato presso la scuola degli oratoriani di Tournon in Savoia ed entrò quindi ancora giovanissimo nell'esercito francese, venendo impiegato in artiglieria. Parallelamente, si interessò alla letteratura ed alla scrittura, componendo alcune poesie minori sino allo scoppio della rivoluzione francese, dopo la quale si concentrò quasi integralmente nel suo impegno militare.
Nel 1793 divenne commissario d'esercito incaricato di sovrintendere la protezione delle coste della Bretagna dagli inglesi e dai realisti. Imprigionato durante il periodo del Terrore con l'accusa di coltivare varie amicizie tra i nemici della Francia, venne rilasciato dopo la caduta di Maximilien Robespierre nell'estate del 1794 (durante la reazione termidoriana) e riprese il suo incarico, divenendo nel 1799 commissario capo dell'esercito rivoluzionario e prestando servizio sotto il generale Andrea Masséna nella Svizzera settentrionale.
In quella posizione ebbe modo di distinguersi per le sue capacità organizzative, di lavoro e di probità. Parallelamente, trovò ad ogni modo la possibilità di dedicarsi ancora una volta alla letteratura, traducendo opere di Orazio e componendo due poesie, il Poème des Alpes ed il Chant de guerre; in quest'ultimo in particolare condannò l'assassinio degli ambasciatori francesi al congresso di Rastatt.

### Consolato e primo impero

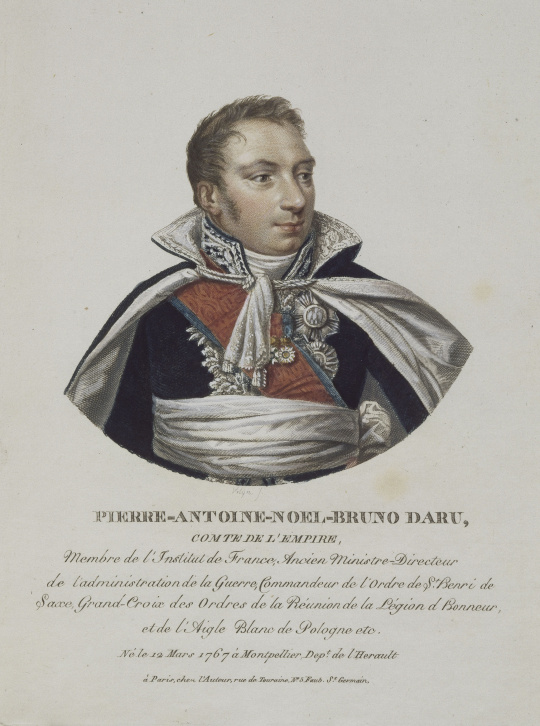
Pierre Daru in una litografia d'epoca

L'ascesa di Napoleone Bonaparte nel novembre del 1799 (col colpo di stato del 18 brumaio) portò Daru a divenire commissario capo dell'armata di riserva inviata in Italia settentrionale e comandata nominalmente dal generale Louis Alexandre Berthier, ma in realtà diretta dal primo console. Assieme a Berthier e Dejean, siglò l'armistizio col Sacro Romano Impero che chiuse la campagna militare in Italia settentrionale nel giugno del 1800.
Daru tornò quindi per qualche tempo alla vita civile ed entrò poi nel tribunato del consolato francese, supportando i principi della democrazia. Alla ripresa della guerra con la Gran Bretagna nel maggio del 1803, nuovamente riprese il suo incarico di commissario capo dell'esercito francese sulla costa settentrionale. Godette sempre di grande fiducia da parte del bonaparte che del resto gli affidò la stesura della bozza della pace di Pressburg del 1805.
Divenne quindi intendente generale della casa militare di Napoleone. Nelle campagne della quarta coalizione antifrancese, Daru fu nuovamente ispettore capo dell'esercito occupato a fronteggiare russi e prussiani; stese la bozza della pace di Tilsit (7 luglio 1807). Supervisionò quindi i bisogni finanziari ed amministrativi dell'esercito francese impegnato nell'occupazione delle principali fortezze prussiane. Al congresso di Erfurt, Daru presenziò all'incontro tra Johann Wolfgang von Goethe e Napoleone, scambiando anche pareri letterari col poeta tedesco.
Daru fu nuovamente impegnato militarmente nella campagna della quinta coalizione antifrancese del 1809 contro gli austriaci. Successivamente, quando Napoleone gli chiese un parere sulla sua separazione da Josephine de Beauharnais e sulla prospettiva di un matrimonio con una principessa russa o austriaca, Daru rispose all'imperatore proponendogli di sposare una nobildonna francese. Napoleone, pur dovendo seguire la ragion di stato, apprezzò la franchezza di Daru e nel 1809 lo creò conte dell'impero francese.
Nel 1811 divenne segretario di stato succedendo al duca di Bassano, dimostrando tutte le proprie capacità nella gestione della vastità degli affari imperiali. Sul finire del 1813 ottenne il portafoglio anche del ministero della guerra.

### La Restaurazione e gli ultimi anni
Dopo la prima abdicazione di Napoleone nel 1814, Daru si ritirò a vita privata, ma aiutò il Bonaparte al suo ritorno nei cento giorni. Dopo la seconda restaurazione dei Borboni, venne incluso nella camera dei pari ove difese i valori fondamentali della democrazia contro gli ultra-realisti. Morì a Meulan a causa di un colpo apoplettico e fu sepolto nel cimitero di Montmartre. Suo figlio Napoleon Daru ereditò i suoi titoli. La figura di Pierre Daru è citata in diverse opere autobiografiche di Stendhal, del quale era cugino.
Fu membro dell'Académie française, dell'Accademia francese delle scienze e dell'Accademia Reale Prussiana delle Scienze. Grande appassionato di arte, fu autore di molte delle spoliazioni di epoca napoleonica in altri stati, incontrando in Austria l'opposizione di personaggi come il conte Rudolf von Wrbna und Freudenthal. Nel complesso dei lavori per l'espansione del Louvre sotto Napoleone III, a Daru venne dedicato il Pavillon Daru, la Galerie Daru e la Salle Daru ancora oggi presenti con tale denominazione.

## Matrimonio e figli

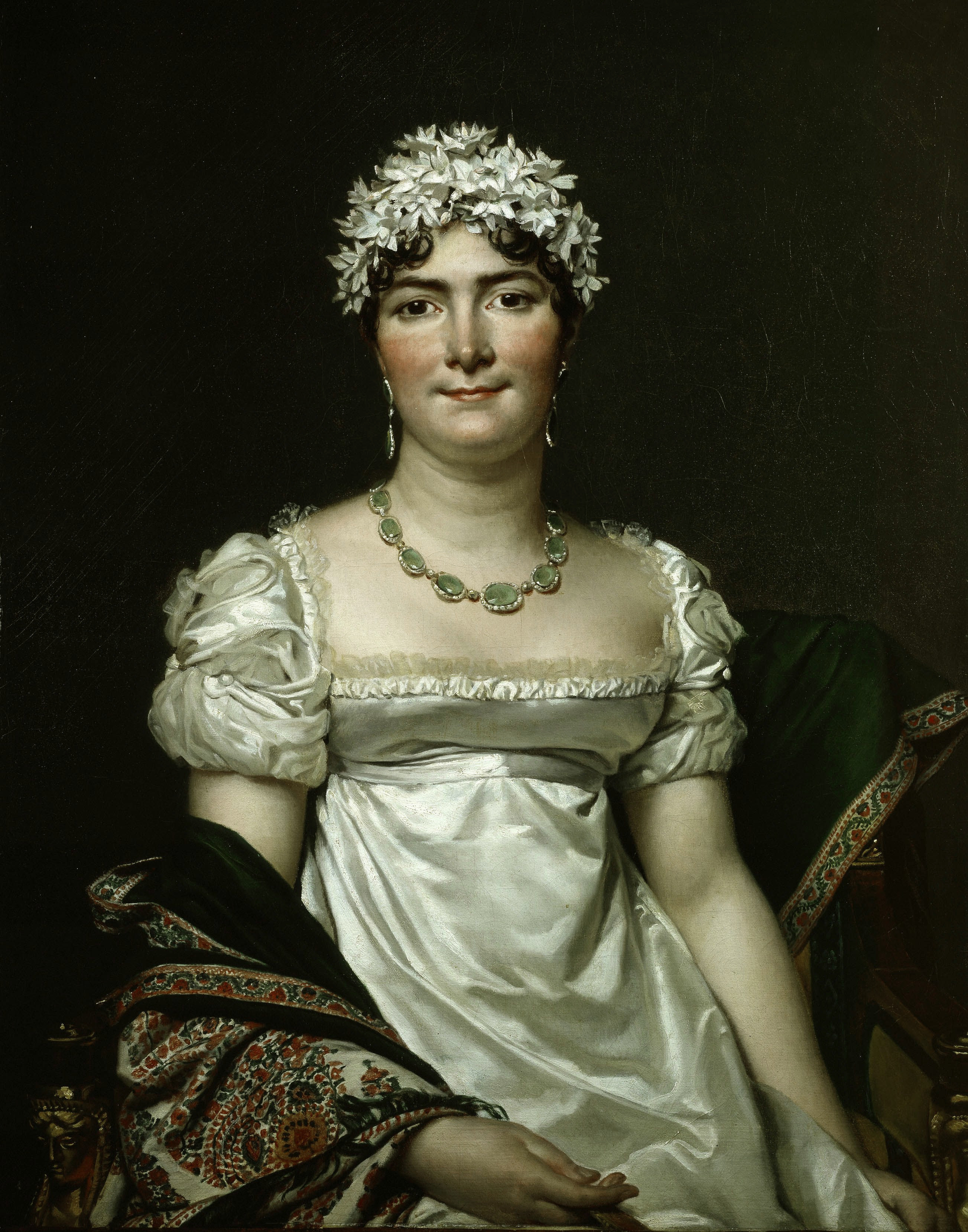
Ritratto della contessa Daru, Jacques-Louis David, 1810

Pierre Daru sposò il 1º giugno 1802 a Parigi, Alexandrine Thérèse Nardot (10 novembre 1783 - 6 gennaio 1815), dalla quale ebbe i seguenti eredi:
- Camille Pauline (27 aprile 1803 - 1890), dama di compagnia di Vittoria di Sassonia-Coburgo-Gotha, duchessa di Nemours (1840), sposò il 20 dicembre 1826 François Eustache de Fulque (1796-1876), marchese d'Oraison
- Alexandre (nato e morto nel 1804);
- Aline Alexandrine (27 settembre 1805 - 4 marzo 1876), sposò il 16 gennaio 1827, con Charles Baconnière de Salverte (1800-1875), avvocato;
- Napoléon (1807-1890), II conte Daru;
- Alexandrine Amélie (10 dicembre 1808 - 31 dicembre 1884), sposò il 30 luglio 1829, Henry Dursus de Courcy (1804-1884), tenente degli ussari;
- Henri Paul (30 dicembre 1810 - 15 aprile 1877), visconte Daru, capitano degli ussari, attaché d'ambasciata, deputato per il dipartimento della Seine-et-Oise (1842-1848), presidente della società d'incoraggiamento delle corse a cavallo;
- Joseph Eugène (17 gennaio 1813 - 20 ottobre 1888), visconte Daru, cassiere generale della casa depositi e prestiti, ufficiale della legion d'onore (1874), sposò il 30 luglio 1844, Clémence Camus du Martroy (1820-1883);
- Octavie Adèle (26 dicembre 1814 - 18 aprile 1834), sposò il 18 maggio 1833, Septime de Faÿ, conte di La Tour-Maubourg (1801-1845) ambasciatore e pari di Francia.

## Opere
Oltre alla traduzione delle opere di Orazio, Daru fu autore delle seguenti pubblicazioni:
- Histoire de la République de Venise (in 7 volumi, Parigi, 1819)
- Histoire de Bretagne, (3 volumi, Parigi, 1826)
- Discours en vers sur les facultés de l'homme (Parigi, 1825)
- Astronomie (un poema in sei canti; Parigi, 1820)

## Stemma
|  |

|  |